# Forma de contorno
Em Dentística, forma de contorno define a área de superfície do dente a ser incluída no preparo cavitário.

## Materiais permanentes
A forma de contorno deve englobar todo o tecido cariado e as áreas suscetíveis à cárie, da superfície do dente, a serem restauradas.
Alguns princípios básicos devem ser considerados ao se determinar a forma de contorno de uma cavidade:
1. idealmente, todo esmalte sem suporte dentinário deve ser removido ou, quando possível, apoiado sobre um material adesivo (resina composta ou cimento ionómérico);
2. o ângulo cavossuperficial do preparo deve localizar-se em área de relativa resistência à cárie e que possibilite um correto acabamento das bordas da restauração.
3. devem ser observadas as diferenças de procedimentos para as cavidades de cicatrílulas e fissuras e aquelas com superfícies lisas

### Cavidades de cicatrículas e fissuras
Para o correto planejamento da forma de contorno dessas áreas do dente, deve-se ter em mente vários fatores:

#### Extensão da cárie
Considerando que a cárie se propaga como dois cones sobrepostos pelas bases, na junção amelodentinária, a forma de contorno deve englobar tanto a extensão superficial da cárie como a sua propagação ao longo dessa junção.

#### Extensão de conveniência
Ver também:Forma de conveniência
A forma de contorno também deve englobar todas as cicatrículas, fissuras e sulcos muito profundos e próximos à cárie para permitir um bom acabamento das margens de restauração.

#### Idade do paciente
Em pacientes muito idosos, nos quais as faces oclusais dos dentes apresentem abrasão e os sulcos tenham praticamente desaparecido, a forma de contorno deve se limitar à remoção do tecido cariado à determinação de paredes em dentina e esmalte hígidos.

## Materiais semipermanentes (resina composta e cimento ionómérico)
Para materiais considerados temporários ou semipermanentes, por apresentarem características adesivas, as formas de contorno interna e a externa devem limitar-se à remoção da cárie e à conformação das paredes cavitárias.